# 브르제티슬라프 2세

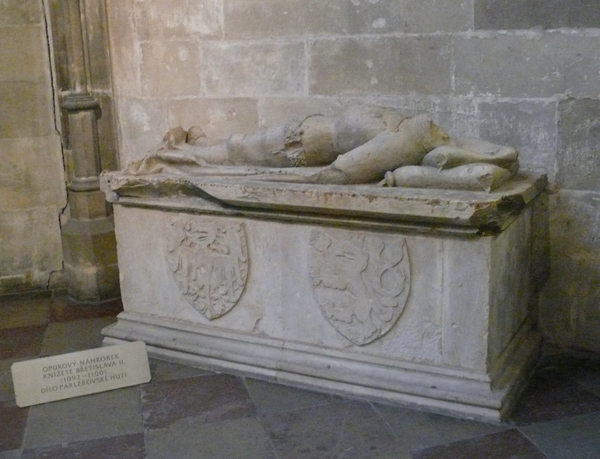
브르제티슬라프 2세의 무덤

브르제티슬라프 2세(체코어: Břetislav II., 1060년경 ~ 1100년 12월 22일)는 보헤미아의 공작(재위: 1092년 ~ 1100년)이다.

## 생애
보헤미아의 공작인 콘라트 1세의 조카이다. 1092년 콘라트 1세의 뒤를 이어 보헤미아의 공작으로 즉위했다.
1097년에는 1033년 프로코피우스에 의해 설립된 사자바(Sázava) 수도원에서 근무하고 있던 수도사들을 추방시켰다. 1097년에는 브르노 공작에 즉위하기 위해 콘라트 1세의 아들들을 보헤미아의 공작위 승계 대상에서 제외시켰다.
1099년 4월 19일 레겐스부르크에서 열린 회의에서 브르제티슬라프 2세는 콘라트 1세의 법적인 공작위 계승자로 인정받았다. 1100년 12월 22일 보헤미아 서부 즈베치노(Zbečno)에서 사냥용 오두막에서 피살당했다. 그의 공작위는 동생인 보르지보이 2세가 승계받았다.